# Operación Triunfo 2002
Operación Triunfo 2002 fue la segunda edición de Operación Triunfo, realizada tras el éxito de la primera edición. En esta ocasión tuvo 17 concursantes, de 80.000 que se habían presentado al casting, quienes también aspiraban a grabar un disco y a representar a España en el Festival de Eurovisión.

## Equipo

### Presentador
El presentador de las galas de los lunes fue Carlos Lozano, mientras que los resúmenes, emitidos en La 2, fueron presentados por Ainhoa Arbizu.

### Jurado de las Galas
- Narcís Rebollo, Consejero delegado de Vale Music
- Pilar Zamora, Productora de Gestmusic
- Pilar Tabares, Directora de programación musical en TVE[3]

El resto de los miembros del jurado no fueron siempre fijos, habiendo varios miembros del jurado invitados.

### Equipo docente de la Academia
- Nina Agustí, Directora y profesora de técnicas de voz de la Academia
- Helen Rowson, Profesora de técnicas de voz y pronunciación Inglesa
- Manu Guix, Profesor de canto responsable de los talleres de estilo
- Marieta Calderón, Coreógrafa responsable de la Gala
- Néstor Serra, Profesor de fitness y preparador físico
- Àngel Llàcer, Profesor de interpretación
- María Gómez, Profesora de baile moderno
- Javier Castillo Poty, profesor de coreografía.

## Concursantes
| N.º | Concursante          | Edad | Residente     | Información             |
| 01  | Ainhoa Cantalapiedra | 22   | Galdácano     | Ganadora                |
| 02  | Manuel Carrasco      | 21   | Isla Cristina | Segundo                 |
| 03  | Beth Rodergas        | 20   | Suria         | Tercera                 |
| 04  | Miguel Nández        | 24   | Cádiz         | Cuarto                  |
| 05  | Hugo Salazar         | 24   | Sevilla       | Quinto                  |
| 06  | Joan Tena            | 25   | Barcelona     | Sexto                   |
| 07  | Tony Santos          | 21   | Tenerife      | 11° expulsado           |
| 08  | Nika                 | 22   | Madrid        | 10.ª expulsada          |
| 09  | Vega                 | 23   | Córdoba       | 9.ª expulsada           |
| 10  | Danni Ubeda          | 20   | Úbeda         | 8° expulsado            |
| 11  | Elena Gadel          | 19   | Barcelona     | 7.ª expulsada           |
| 12  | Tessa Bodí           | 20   | Valencia      | 6.ª expulsada           |
| 13  | Inma «Marey» Marente | 18   | Cádiz         | 5.ª expulsada           |
| 14  | Cristie Sánchez      | 24   | Fuengirola    | 4.ª expulsada           |
| 15  | Enrique Anaut        | 27   | Pamplona      | 3.er expulsado          |
| 16  | Miguel Ángel Silva   | 25   | Ibiza         | 2° expulsado            |
| 17  | Mai Meneses          | 24   | Madrid        | 1.ª expulsada           |
|     |                      |      |               |                         |
| 18  | Saray                | 18   | Alicante      | No entra en la academia |
| 19  | Marcos Elís          | 26   | Reus          | No entra en la academia |
| 20  | Jano Miguel          | 25   | Manacor       | No entra en la academia |

## Estadísticas semanales
| Concursantes | Gala 0                        | Gala 1   | Gala 2   | Gala 3       | Gala 4             | Gala 5      | Gala 6        | Gala 7      | Gala 8      | Gala 9      | Gala 10     | Gala 11      | Gala 12   | Gala 13    | Gala Final                                           |
| ------------ | ----------------------------- | -------- | -------- | ------------ | ------------------ | ----------- | ------------- | ----------- | ----------- | ----------- | ----------- | ------------ | --------- | ---------- | ---------------------------------------------------- |
| Ainhoa       | Entra                         | Nominada | Nominada | Salvada      | Salvada            | Nominada    | Salvada       | Salvada     | Salvada     | Salvada     | Nominada    | Salvada      | Nota: 8.8 | Finalista  | Ganadora                                             |
| Manuel       | Entra                         | Favorito | Salvado  | Favorito     | Salvado            | Favorito    | Nominado      | Salvado     | Salvado     | Salvado     | Favorito    | Salvado      | Nota: 9.4 | Finalista  | 2.ºFinalista                                         |
| Beth         | Entra                         | Salvada  | Favorita | Salvada      | Salvada            | Salvada     | Salvada       | Salvada     | Nominadaº   | Salvada     | Salvada     | Salvada      | Nota: 9.3 | Finalista  | 3.ªFinalista                                         |
| Nández       | Entra                         | Salvado  | Salvado  | Salvado      | Favorito           | Salvado     | Salvado       | Salvado     | Salvado     | Salvado     | Salvado     | Nominado     | Nota: 8.9 | Finalista  | 4.ºFinalista                                         |
| Hugo         | Entra                         | Salvado  | Salvado  | Salvado      | Salvado            | Salvado     | Salvado       | Nominado    | Salvado     | Nominado    | Salvado     | Nominado     | Nota: 8.5 | Finalista  | 5.ºFinalista                                         |
| Joan         | Entra                         | Salvado  | Salvado  | Salvado      | Salvado            | Salvado     | Salvado       | Salvado     | Nominado    | Nominado    | Nominado    | Nominado     | Nota: 8.7 | Finalista  | 6.ºFinalista                                         |
| Tony         | Entra                         | Salvado  | Salvado  | Nominado     | Nominado           | Salvado     | Favorito      | Favorito    | Favorito    | Favorito    | Salvado     | Favorito     | Nota: 8.5 | Expulsado  |                                                      |
| Nika         | Entra                         | Salvada  | Salvada  | Salvada      | Salvada            | Salvada     | Salvada       | Salvada     | Nominada    | Nominada    | Nominada    | Nominada     | Expulsada |            |                                                      |
| Vega         | Entra                         | Salvada  | Salvada  | Salvada      | Salvada            | Salvada     | Salvada       | Nominada    | Salvada     | Salvada     | Nominada    | Expulsada    |           |            |                                                      |
| Danni        | Entra                         | Nominado | Salvado  | Salvado      | Salvado            | Nominado    | Nominado      | Salvado     | Salvado     | Nominado    | Expulsado   |              |           |            |                                                      |
| Elena        | Entra                         | Nominada | Salvada  | Salvada      | Nominada           | Salvada     | Salvada       | Nominada    | Nominada    | Expulsada   |             |              |           |            |                                                      |
| Tessa        | Entra                         | Salvada  | Salvada  | Salvada      | Salvada            | Nominada    | Nominada      | Nominada    | Expulsada   |             |             |              |           |            |                                                      |
| Marey        | Entra                         | Salvada  | Salvada  | Salvada      | Nominada           | Salvada     | Nominada      | Expulsada   |             |             |             |              |           |            |                                                      |
| Cristie      | Entra                         | Salvada  | Salvada  | Nominada     | Salvada            | Nominada    | Expulsada     |             |             |             |             |              |           |            |                                                      |
| Enrique      | Entra                         | Salvado  | Exento   | Nominado     | Nominado           | Expulsado   |               |             |             |             |             |              |           |            |                                                      |
| Miguel Ángel | Entra                         | Salvado  | Salvado  | Nominado     | Expulsado          |             |               |             |             |             |             |              |           |            |                                                      |
| Mai          | Entra                         | Nominada | Nominada | Expulsada    |                    |             |               |             |             |             |             |              |           |            |                                                      |
| Saray        | Eliminada                     |          |          |              |                    |             |               |             |             |             |             |              |           |            |                                                      |
| Marcos       | Eliminado                     |          |          |              |                    |             |               |             |             |             |             |              |           |            |                                                      |
| Jano         | Eliminado                     |          |          |              |                    |             |               |             |             |             |             |              |           |            |                                                      |
|              |                               |          |          |              |                    |             |               |             |             |             |             |              |           |            |                                                      |
| Salvado/s    | Miguel Ángel 34%              |          |          | Ainhoa 54,6% | Tony 63,9%         | Tony 69%    | Ainhoa 62,6%  | Danni 65,5% | Hugo 78,2%  | Nika 61,6%  | Joan 52,1%  | Ainhoa 69,5% | Hugo 55%  | Joan 51,7% | Ainhoa 32,9%                                         |
| Expulsado/s  | Saray 30% Marcos 23% Jano 13% |          |          | Mai 45,5%    | Miguel Ángel 36,1% | Enrique 31% | Cristie 37,4% | Marey 34,5% | Tessa 21,8% | Elena 38,4% | Danni 47,9% | Vega 30,5%   | Nika 45%  | Tony 48,3% | Manuel 24,2% Beth 16% Miguel 13,1% Hugo 7,8% Joan 6% |

     El concursante no estaba en la Academia
     El concursante entra en la Academia por decisión del jurado
     El concursante entra en la Academia vía televoto
     Aspirante eliminado de la Gala 0 vía televoto
     Eliminado de la semana vía televoto
     Nominado de la semana
     Propuesto por el jurado para abandonar la academia pero salvado por los profesores
     Propuesto por el jurado para abandonar la academia pero salvado por los compañeros
     Favorito de la semana vía televoto
     Candidato a favorito de semana vía televoto
     3.ºFinalista
     2.ºFinalista
     Ganador
º El concursante fue candidato a favorito y propuesto para abandonar la academia esa semana.
A partir de la gala 6, el concursante podía ser favorito más de una vez consecutiva.
En la Gala 2 Enrique no pudo actuar por culpa de un cólico nefrítico, por esto la expulsión y las nominaciones fueron suspendidas.
La Gala 4 fue un especial debido a un accidente que provocó que los concursantes no pudieran actuar, y continuó dos días después, donde siguieron faltando Nika y Tessa, que aún se encontraban en reposo a causa del accidente. Por lo tanto sus actuaciones fueron valoradas a partir del ensayo general.
| A la eliminación                          | Gala 0                   | Gala 1                 | Gala 2  | Gala 3                      | Gala 4                   | Gala 5                     | Gala 6                   | Gala 7                | Gala 8               | Gala 9               | Gala 10               | Gala 11               | Gala 12               | Gala 13    |              |              |
| A la eliminación                          | Jano Marcos Miguel Saray | Ainhoa Danni Elena Mai | Ninguno | Cristie Enrique Miguel Tony | Elena Enrique Marey Tony | Ainhoa Cristie Danni Tessa | Danni Manuel Marey Tessa | Elena Hugo Tessa Vega | Beth Elena Joan Nika | Danni Hugo Joan Nika | Ainhoa Joan Nika Vega | Hugo Joan Nández Nika | Ainhoa Hugo Joan Tony | Ninguno    | Ganadora     | Ainhoa 32,9% |
| Salvado por los profesores de la Academia | Ninguno                  | Elena                  | Ninguno | Cristie                     | Marey                    | Danni                      | Manuel                   | Vega                  | Joan                 | Nika                 | Joan                  | Nández                | Hugo                  | Ninguno    | Ganadora     | Ainhoa 32,9% |
| Salvado por los participantes             | Ninguno                  | Danni 6* de 14 votos   | Ninguno | Enrique 7 de 13 votos       | Elena 7 de 12 votos      | Tessa 6 de 11 votos        | Tessa 7 de 10 votos      | Elena 4* de 9 votos   | Beth 4 de 8 votos    | Hugo 4 de 7 votos    | Nika 3 de 6 votos     | Joan 2* de 5 votos    | Ainhoa 2* de 4 votos  | Ninguno    | 2º Finalista | Manuel 24,2% |
| Salvado por el voto del público           | Miguel 34%               | Ninguno                | Ninguno | Ainhoa 54,6%                | Tony 63,9%               | Tony 69%                   | Ainhoa 62,6%             | Danni 65,5%           | Hugo 78,2%           | Nika 61,6%           | Joan 52,1%            | Ainhoa 69,5%          | Hugo 55%              | Joan 51,7% | 3ª Finalista | Beth 16%     |
| Eliminado                                 | Saray 30%                | Ninguno                | Ninguno | Mai 45,4%                   | Miguel 36,1%             | Enrique 31%                | Cristie 37,4%            | Marey 34,5%           | Tessa 21,8%          | Elena 38,4%          | Danni 47,9%           | Vega 30,5%            | Nika 45%              | Tony 48,3% | 4º Finalista | Nández 13,1% |
| Eliminado                                 | Marcos 23%               | Ninguno                | Ninguno | Mai 45,4%                   | Miguel 36,1%             | Enrique 31%                | Cristie 37,4%            | Marey 34,5%           | Tessa 21,8%          | Elena 38,4%          | Danni 47,9%           | Vega 30,5%            | Nika 45%              | Tony 48,3% | 5º Finalista | Hugo 7,8%    |
| Eliminado                                 | Jano 13%                 | Ninguno                | Ninguno | Mai 45,4%                   | Miguel 36,1%             | Enrique 31%                | Cristie 37,4%            | Marey 34,5%           | Tessa 21,8%          | Elena 38,4%          | Danni 47,9%           | Vega 30,5%            | Nika 45%              | Tony 48,3% | 6º Finalista | Joan 6%      |

#### Votaciones de los compañeros
|         | Gala 1   | Gala 3    | Gala 4    | Gala 5    | Gala 6    | Gala 7    | Gala 8    | Gala 9    | Gala 10   | Gala 11   | Gala 12   | Votos totales |
| ------- | -------- | --------- | --------- | --------- | --------- | --------- | --------- | --------- | --------- | --------- | --------- | ------------- |
| Ainhoa  | Nominada | Tony      | Tony      | Nominada  | Tessa     | Tessa     | Elena     | Hugo      | Nominada  | Hugo      | Nominada  | 6             |
| Manuel  | Danni    | Enrique   | Elena     | Tessa     | Danni     | Elena     | Beth      | Danni     | Nika      | Joan      | Joan      | 0*            |
| Beth    | Mai      | Enrique   | Elena     | Tessa     | Tessa     | Elena     | Nominada  | Joan      | Ainhoa    | Joan      | Joan      | 4             |
| Nández  | Danni    | Enrique   | Elena     | Cristie   | Tessa     | Hugo      | Nika      | Hugo      | Vega      | Hugo      | Ainhoa    | 0*            |
| Hugo    | Danni    | Miguel    | Elena     | Cristie   | Tessa     | Nominado  | Nika      | Nominado  | Nika      | Nominado  | Ainhoa    | 10            |
| Joan    | Danni    | Tony      | Enrique   | Cristie   | Danni     | Elena     | Beth      | Nominado  | Nika      | Nominado  | Nominado  | 6             |
| Tony    | Ainhoa   | Nominado  | Nominado  | Cristie   | Marey     | Elena     | Beth      | Joan      | Ainhoa    | Nika/Joan | Nominado  | 6             |
| Nika    | Ainhoa   | Tony      | Elena     | Tessa     | Tessa     | Hugo      | Nominada  | Hugo      | Nominada  | Nominada  | Expulsada | 7             |
| Vega    | Mai      | Enrique   | Elena     | Tessa     | Tessa     | Hugo      | Nika      | Hugo      | Nominada  | Expulsada |           | 1             |
| Danni   | Nominado | Miguel    | Elena     | Cristie   | Nominado  | Hugo      | Beth      | Nominado  | Expulsado |           |           | 9             |
| Elena   | Mai      | Enrique   | Nominada  | Tessa     | Tessa     | Nominada  | Nominada  | Expulsada |           |           |           | 12            |
| Tessa   | Mai      | Enrique   | Enrique   | Nominada  | Nominada  | Nominada  | Expulsada |           |           |           |           | 14            |
| Marey   | Danni    | Enrique   | Enrique   | Tessa     | Nominada  | Expulsada |           |           |           |           |           | 1             |
| Cristie | Mai      | Tony      | Tony      | Nominada  | Expulsada |           |           |           |           |           |           | 5             |
| Enrique | Mai      | Nominado  | Nominado  | Expulsado |           |           |           |           |           |           |           | 10            |
| Miguel  | Danni    | Nominado  | Expulsado |           |           |           |           |           |           |           |           | 2             |
| Mai     | Nominada | Expulsada |           |           |           |           |           |           |           |           |           | 6             |

* El concursante tiene 0 votos porque nunca estuvo expuesto a la votación de los compañeros.
     Concursante favorito y que, en caso de empate, su voto desempata.
     Concursante nominado y salvado por los profesores.
     Concursante nominado y salvado por los votos de los compañeros.
     Concursante nominado
     Concursante expulsado.

#### Puntuaciones del jurado (Gala 12)
| Concursantes (por orden alfabético) | Jurado      | Jurado       | Jurado     | Jurado       | Jurado        | Jurado         | Jurado     |
| Concursantes (por orden alfabético) | Eva Cebrián | Marcos Calvo | Jaume Baró | Pilar Zamora | Pilar Tabares | Narcís Rebollo | Media      |
| ----------------------------------- | ----------- | ------------ | ---------- | ------------ | ------------- | -------------- | ---------- |
| Ainhoa                              | 8,6         | 9            | 8,7        | 8,2          | 9,5           | 8,8            | 8,8 (52,8) |
| Beth                                | 9,2         | 9,4          | 9,4        | 9            | 9,5           | 9,5            | 9,3 (56)   |
| Hugo                                | 8,4         | 8,6          | 7,9        | 8,8          | 8,7           | 8,8            | 8,5 (51,2) |
| Joan                                | 8,7         | 8,8          | 7,8        | 9,3          | 8,7           | 8,8            | 8,7 (52,1) |
| Manuel                              | 8,7         | 9,5          | 9,4        | 9,5          | 9,5           | 9,6            | 9,4 (56,2) |
| Nández                              | 8,8         | 8,7          | 9          | 8,3          | 9,2           | 9,2            | 8,9 (53,2) |
| Tony                                | 7,9         | 8,7          | 9,1        | 7,9          | 8,9           | 8,7            | 8,5 (51,2) |

## Galas

### Canciones cantadas
Las canciones cantadas en el concurso son versiones de los participantes de canciones originales de otros artistas.
| Español | 93 |
| Inglés  | 36 |

(*) No se toman en cuenta canciones cantadas dos veces. Si la canción original es en inglés, pero se cantó una versión en español, se toma como canción en español. 
| Artista original                 | N.º de canciones cantadas (*) |
| -------------------------------- | ----------------------------- |
| Luis Eduardo Aute                | 1                             |
| Thalía                           | 1                             |
| Juanes                           | 2                             |
| 4 Non Blondes                    | 1                             |
| Ketama                           | 2                             |
| Diego Torres                     | 4                             |
| Marcela Morelo                   | 1                             |
| Carlos Baute                     | 1                             |
| Rosana                           | 3                             |
| Luis Miguel                      | 6                             |
| Francisco Céspedes               | 2                             |
| Céline Dion                      | 4                             |
| Antonio Vega                     | 1                             |
| Amaral                           | 1                             |
| Natalie Imbruglia                | 1                             |
| Shakira                          | 1                             |
| Trisha Yearwood                  | 1                             |
| Eros Ramazzotti                  | 2                             |
| R. Kelly                         | 1                             |
| Mónica Naranjo                   | 2                             |
| Gloria Estefan                   | 2                             |
| Alejandro Fernández              | 1                             |
| Sin Bandera                      | 1                             |
| Barbra Streisand                 | 1                             |
| Mecano                           | 2                             |
| Stevie Wonder                    | 2                             |
| Álex Ubago                       | 2                             |
| Anastacia                        | 1                             |
| Anouk                            | 1                             |
| Armando Manzanero                | 4                             |
| Alicia Keys                      | 1                             |
| Antonio Orozco                   | 1                             |
| Alejandro Sanz                   | 3                             |
| Fito Páez                        | 2                             |
| Joaquín Sabina                   | 1                             |
| Chaka Khan                       | 1                             |
| Amaury Gutiérrez                 | 1                             |
| Luz Casal                        | 1                             |
| Camilo Sesto                     | 1                             |
| The Beatles                      | 1                             |
| Miguel Ríos                      | 1                             |
| Ana Belén                        | 1                             |
| Joe Cocker                       | 1                             |
| Jennifer Warnes                  | 1                             |
| José Feliciano                   | 1                             |
| Roxette                          | 1                             |
| Raúl                             | 1                             |
| Boys II Men                      | 1                             |
| Antonio Flores                   | 2                             |
| Credence Clearwater Revival      | 1                             |
| Joan Manuel Serrat               | 2                             |
| Chayanne                         | 2                             |
| Jennifer Lopez                   | 1                             |
| Manolo García                    | 1                             |
| Cher                             | 1                             |
| Carole King                      | 2                             |
| Luis Fonsi                       | 2                             |
| Shania Twain                     | 1                             |
| Agustín Lara                     | 1                             |
| Sau                              | 1                             |
| Alejandro Lerner                 | 1                             |
| Mariah Carey                     | 1                             |
| Whitney Houston                  | 1                             |
| Jimi Hendrix                     | 1                             |
| Niña Pastori                     | 1                             |
| Miguel Gallardo                  | 1                             |
| Manolo Tena                      | 1                             |
| Extreme                          | 1                             |
| Renato Zero                      | 1                             |
| Harold Melvin and The Blue Notes | 1                             |
| Laura Pausini                    | 2                             |
| José el Francés                  | 1                             |
| Amaia Montero                    | 1                             |
| Lalo Rodríguez                   | 1                             |
| Nino Bravo                       | 2                             |
| Shocking Blues                   | 1                             |
| Arturo Pareja Obregón            | 1                             |
| Presuntos Implicados             | 1                             |
| Peaches & Herb                   | 1                             |
| Christina Aguilera               | 1                             |
| Aretha Franklin                  | 1                             |
| Lauryn Hill                      | 1                             |
| Maria McKee                      | 1                             |
| Zucchero                         | 1                             |
| Eric Clapton                     | 1                             |
| Lucio Dalla                      | 2                             |
| Rosario Flores                   | 1                             |
| Seguridad Social                 | 1                             |
| Bonnie Tyler                     | 1                             |
| Marvin Gaye                      | 1                             |
| Tammy Terrell                    | 1                             |
| Alanis Morissette                | 1                             |
| The Police                       | 1                             |
| Albert Hammond                   | 1                             |
| Patty Pravo                      | 1                             |
| Alexandre Pires                  | 1                             |
| Bon Jovi                         | 1                             |
| Barry Ryan                       | 1                             |
| Jennifer Rush                    | 1                             |
| The Jackson Five                 | 1                             |
| Tontxu                           | 1                             |
| John Lennon                      | 2                             |
| Claudio Baglioni                 | 1                             |

(*) No se toman en cuenta canciones cantadas dos veces. Si la canción original es en inglés, pero se cantó una versión en español u otra versión, se toma como propia del cantante original. En caso de ser colaboraciones entre dos o más artistas, se le cuenta a cada artista una canción.

## Audiencias
| Fecha                   | Día       | Gala       | Expulsión                | Espectadores | Share |
| ----------------------- | --------- | ---------- | ------------------------ | ------------ | ----- |
| 7 de octubre de 2002    | Lunes     | Gala 0     | Entrada concursantes     | 5.648.000    | 39.1% |
| 14 de octubre de 2002   | Lunes     | Gala 1     | Primeras nominaciones    | 5.812.000    | 40.2% |
| 21 de octubre de 2002   | Lunes     | Gala 2     | Nominaciones suspendidas | 5.633.000    | 33.1% |
| 28 de octubre de 2002   | Lunes     | Gala 3     | Expulsión Mai            | 5.163.000    | 37.1% |
| 6 de noviembre de 2002  | Miércoles | Gala 4     | Expulsión Miguel A.      | 5.592.000    | 32.6% |
| 11 de noviembre de 2002 | Lunes     | Gala 5     | Expulsión Enrique        | 5.291.000    | 34.5% |
| 18 de noviembre de 2002 | Lunes     | Gala 6     | Expulsión Cristie        | 5.443.000    | 35.9% |
| 25 de noviembre de 2002 | Lunes     | Gala 7     | Expulsión Marey          | 5.485.000    | 36.6% |
| 2 de diciembre de 2002  | Lunes     | Gala 8     | Expulsión Tessa          | 5.267.000    | 34.9% |
| 9 de diciembre de 2002  | Lunes     | Gala 9     | Expulsión Elena          | 5.370.000    | 34.2% |
| 16 de diciembre de 2002 | Lunes     | Gala 10    | Expulsión Danni          | 5.168.000    | 33.2% |
| 6 de enero de 2003      | Lunes     | Gala 11    | Expulsión Vega           | 5.168.000    | 32.7% |
| 13 de enero de 2003     | Lunes     | Gala 12    | Expulsión Nika           | 5.481.000    | 36.7% |
| 20 de enero de 2003     | Lunes     | Gala 13    | Expulsión Tony           | 5.625.000    | 35.1% |
| 27 de enero de 2003     | Lunes     | Gala Final | La Final                 | 7.764.000    | 47.9% |

## Artistas invitados
- Gala 1: David Bisbal y David Bustamante
- Gala 3: Marc Anthony
- Gala 4: Mariah Carey, Juanes, Chenoa, Manu Tenorio y Armando Manzanero
- Gala 5: Bon Jovi y Maná
- Gala 6: Kenny G
- Gala 7: Anastacia y Phil Collins
- Gala 8: Carlos Santana
- Gala 9: Shania Twain y Francisco Céspedes
- Gala 10: Noa y Diego Torres
- Gala Navidad: Concursantes de OT 1, Amaral, Musical Peter Pan, Antonio Orozco, Antonio Canales, Presuntos Implicados, José Mercé, Fundación Tony Manero
- Gala 13: Jon Secada

## Después de la final

### Eurovisión
Ainhoa, Beth y Manuel Carrasco fueron los tres candidatos para representar a España en el Festival de Eurovisión. Tras dos galas para elegir las canciones, el público decidió que fuese Beth con la canción Dime.
El 24 de mayo de 2003, en Riga (Letonia) logró la octava posición de un total 26 países, con 81 puntos.

### Carrera discográfica
Los tres ganadores tenían ya la carrera discográfica asegurada, pero la organización del programa decidió dar una oportunidad al resto de los concursantes, que era grabar un single, y si lograban vender 500.000 copias antes de Eurovisión, conseguirían grabar un disco en solitario.
Los concursantes que lo consiguieron fueron: Tony Santos, Miguel Nández, Hugo, Danni Úbeda, Joan Tena, Nika y Vega.
Los participantes de esta edición grabaron en español el tema "La fuerza de la vida" del cantautor italiano Paolo Vallesi, llegando con su versión al número uno de Los 40 Principales en España en enero de 2003.
Hasta el momento, los discos grabados por cada cantante (sin contar los singles que grabaron) son:
- Ainhoa: 4 discos
- Manuel Carrasco: 7 discos
- Beth: 6 discos
- Miguel Nández: 4 discos
- Hugo Salazar: 6 discos
- Joan Tena: 2 discos
- Tony Santos: 2 discos
- Nika: 4 discos (2 como solista y 2 con su grupo "Münik")
- Vega: 10 discos (9 de estudio y 1 en directo)
- Danni Úbeda: 1 disco
- Elena Gadel: 2 discos
- Tessa, Elena Gadel y Marey (Lunae): 1 disco
- Cristie: 2 discos (1 como solista y 1 como vocalista de Akasha)
- Miguel Ángel Silva: 4 discos (2 con Fórmula Abierta, uno con Mar del Este y uno en solitario)
- Mai Meneses: 6 discos (con Nena Daconte)

### Generación OT
Los 17 concursantes grabaron un disco conjunto con los 16 concursantes OT 1. Las canciones de este disco, llamado Generación OT juntos fueron presentadas en una gala emitida el 24 de febrero de 2003, que ponía el broche final al programa.
No obstante, durante los meses de abril y mayo, las noches de los martes se emitió un programa llamado Generación OT: Destino Eurovisión donde se hacía un seguimiento de las carreras discográficas de los ganadores, la venta de los sencillos del resto de los concursantes, la gira que realizaban por España, los segundos discos que ya sacaban algunos concursantes de la primera edición, y la promoción de Beth para Eurovisión.

### La gira
En esta edición los concursantes realizaron una gira por toda España, a pesar de que no fuese tan extensa como la de los concursantes de la edición anterior.
Algunos de ellos, en verano, se sumaron a otra gira con algunos de los concursantes de OT 1, que tuvo como nombre Gira Generación OT